# Cypholomia leptodeta
Cypholomia leptodeta là một loài bướm đêm trong họ Crambidae.